# 菲律賓腹囊海龍
菲律賓腹囊海龍（学名：Microphis jagorii），為輻鰭魚綱棘背魚目海龍魚科腹囊海龍屬的其中一種，該物種分布於亞洲菲律賓的淡水水域，體長可達16公分，棲息在溪流，卵胎生。